# Agan d'Eichstätt
Agan (mort le 6 novembre 822) est évêque d'Eichstätt de 806 à sa mort.

## Biographie
Agan vient vraisemblablement, comme ses deux successeurs, de la maison de Roning. Le siège éponyme est Roning, situé entre Ratisbonne et Landshut. Les trois évêques sont considérés comme des parents du comte Helmuni. La famille de Roning fonde l'abbaye de Schliersee. Agan est présent dans peu de documents. Sa mort, sans année précise, provient du pontifical de Gundekar.

## Source, notes et références
- Alfred Wendehorst: Das Bistum Eichstätt. Band 1: Die Bischofsreihe bis 1535 (= Germania Sacra. Neue Folge, 45). De Gruyter, Berlin 2006,  (ISBN 978-3-11-018971-1), S. 32–33 (Numérisation)